# Benjamin Casty
Benjamin Casty est un  arbitre international français de rugby à XIII.

## Carrière d'arbitre
Benjamin Casty est le frère du joueur Rémy Casty. Il est le  fils de Jacques Casty, international français de rugby à XIII, ce dernier étant maire d'Ornaisons. 
Il commence sa carrière en 2008.
Il arbitre régulièrement des rencontres du championnat de France, puis progressivement des matchs internationaux. Principalement des matchs en France.  
En octobre 2022, il fait partie des quatre arbitres français sélectionnés pour la coupe du monde.  
Après la coupe du monde, il prend sa retraite d'arbitre et intègre l'encadrement des arbitres à la Fédération.
Plus précisément, il entre dans la « Commission nationale de l'arbitrage ».

## Combat pour un meilleur respect des arbitres
Le 22 avril 2017, Benjamin Casty est agressé lors d'un match de la Coupe Nitard à Saint-Estève.
Il reçoit un coup de poing d'un joueur qui sera ensuite suspendu à vie en raison de la gravité du geste. Il doit être admis aux urgences.
À l'occasion de cette agression, il tire la sonnette d'alarme de la situation des arbitres, pas assez protégés selon lui contre les incivilités et les agressions. 
Et il condamne le manque de respect du monde treiziste envers le corps arbitral. 
Il n'hésite pas non plus à soutenir ses collègues étrangers, quand ceux-ci sont fortement remis en cause même pas des dirigeants français. 